# Oselstraße 20

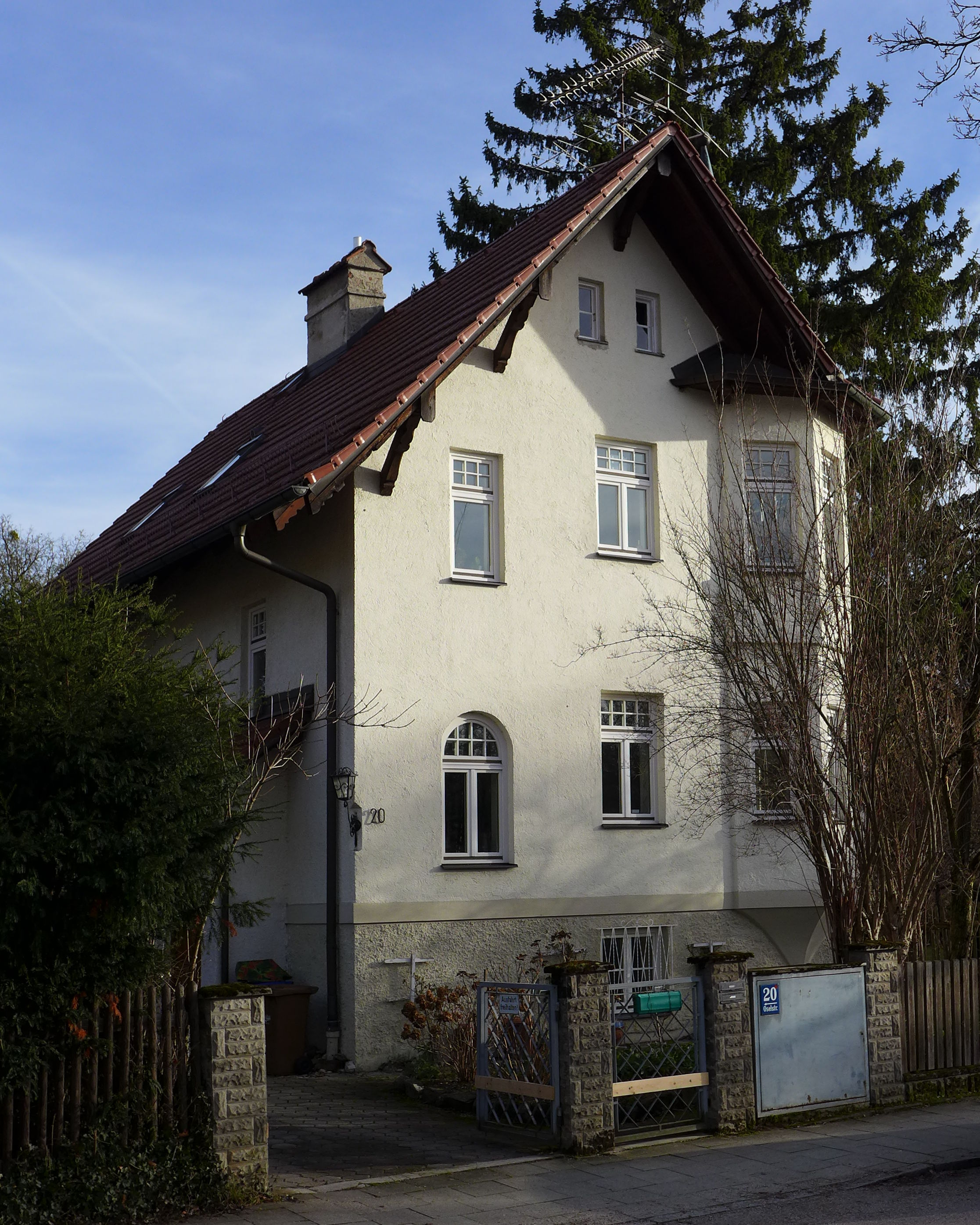
Villa Oselstraße 20 im Stadtteil Pasing von München

Das Gebäude Oselstraße 20 im Stadtteil Pasing der bayerischen Landeshauptstadt München wurde 1893 errichtet. Die Villa in der Oselstraße, die zur Frühbebauung der Villenkolonie Pasing I gehört, ist ein geschütztes Baudenkmal.
Der zweigeschossige Satteldachbau über Sockel, mit Eckturmerker und Spitzhelm wurde nach Plänen des Architekturbüros August Exter errichtet. Der Bau wurde nach hinten erweitert.